# Fred Lauer
Frederick William Lauer, detto Fred (Chicago, 13 ottobre 1898 – Phoenix, 17 dicembre 1960), è stato un pallanuotista statunitense, vincitore di una medaglia di bronzo all'olimpiade di Parigi 1924.
Nel 1924 fece parte della squadra americana che vinse la medaglia di bronzo. Ha giocato tutte e cinque le partite come portiere.
Otto anni dopo era un membro della squadra americana che ha vinto di nuovo la medaglia di bronzo, ma non ha partecipato a nessun incontro e non è stato premiato con la medaglia.
Nel 1936 fu eliminato al primo turno con la squadra americana. Ha giocato una partita come portiere.
Nel 1979 è stato inserito nella USA Water Polo Hall of Fame.